# III. třída okresu Kutná Hora
III. třída okresu Kutná Hora patří společně s ostatními třetími třídami mezi deváté nejvyšší fotbalové soutěže v Česku. Je řízena Okresním fotbalovým svazem Kutná Hora. Hraje se každý rok od léta do jara se zimní přestávkou. Vítěz každé ze skupin postupuje do II. třídy okresu Kutná Hora.

## Vítězové

### III. třída okresu Kutná Hora
| Ročník    | Vítězný tým                 |
| --------- | --------------------------- |
| 2003/2004 | FK Graffin Kácov „B“        |
| 2004/2005 | TJ Sokol Kaňk               |
| 2005/2006 | Sokol Družba Suchdol „B“    |
| 2006/2007 | Sokol Chotusice             |
| 2007/2008 | SK Transpa Spartak Žleby    |
| 2008/2009 | Sokol Družba Suchdol „B“    |
| 2009/2010 | SK Transpa Spartak Žleby    |
| 2010/2011 | TJ Sokol Rataje nad Sázavou |
| 2011/2012 | Sokol Potěhy                |
| 2012/2013 | FK Kavalier Sázava „B“      |
| 2013/2014 | Sokol Chotusice             |
| 2014/2015 | AFK Kácov „B“               |
| 2015/2016 | TJ Sokol Nové Dvory         |
| 2016/2017 | SK Církvice                 |
| 2017/2018 | TJ Star Tupadly „B“         |
| 2018/2019 | AFK Kácov „B“               |